# 관세음보살예문
관세음보살예문(觀世音菩薩禮文)은 울산광역시 남구, 울산박물관에 있는 조선시대의 책이다. 2011년 12월 29일 울산광역시의 유형문화재 제21호로 지정되었다.

## 개요
《관세음보살예문》은 관세음보살에 대한 예경(禮敬)ㆍ참회문집(懺悔文集)이다.
책의 저자는 분명하지 않으나, 서역(西域) 쿠차[龜玆]의 승려 구마라습(鳩摩羅什, 344-413)이 한역(漢譯)하였으며, 원간본(原刊本)은 성달생(成達生, 1376-1444)이 글씨를 쓰고 발문을 지었다. 이 책을 한역한 구마라습은 쿠차 출신의 불교 사상가ㆍ번역가이며, 글씨를 쓰고 발문을 지은 성달생은 여말 선초의 무신으로, 본관은 창녕(昌寧), 자는 효백(孝伯)이다.
이 책은 세조 7년(1462)에 황해도 서흥(瑞興)의 자비령사(慈悲嶺寺)에서 간행한 《육경합부》(六經合部) 중 〈관세음보살예문〉만 별도로 장책(裝冊)한 것으로 1책 15장으로 이루어진 목판본이며, 책의 크기는 세로 25.8cm, 가로 15.8cm이다. 권말에는 발원문을 담고 있는 성달생의 발문이 있으며, 또한 ‘천순임오칠월일 중각(天順壬午七月日重刻)’이라는 분명한 간기(刊記)와 더불어 시주질(施主秩)과 연화질(綠化秩)도 있다.

## 참고 자료
- 관세음보살예문 - 국가유산청 국가유산포털